# 레이철 매도

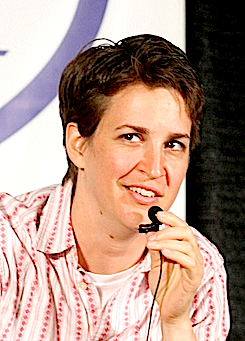
2006년 매도

레이철 앤 매도(Rachel Anne Maddow, 1973년 4월 1일 ~ )는 미국의 방송인이자, 전직 활동가, 그리고 진보적인 정치 논평가이다. 진행하는 프로그램으로는 라디오 레이철 매도 쇼(The Rachel Maddow Show)와 MSNBC의 저녁 뉴스 쇼인 레이철 매도 쇼가 있다. 그녀는 MSNBC의 다른 쇼 출연을 비롯 키스 올버먼의 "카운트다운 위드 키스 올버먼" 의 임시 진행을 맡은 적이 있다. 스스로를 게이라고 공개적으로 밝힌 미국의 첫 번째 프라임 타임 뉴스 진행자이기도 하다.

## 학업
캘리포니아 카스트로 밸리의 카스트로 밸리 고등학교 졸업생인 매도는 1994년 스탠퍼드 대학에서 공공정책학 학사 학위를 땄다. 졸업식에서 매도는 John Gardner Fellowship을 수상했다. 이어서 로즈 장학금을 수여받고, 1995년 옥스퍼드의 링컨 칼리지에서 대학원 생활을 시작했다. 2001년 옥스퍼드 대학에서 정치학 박사 학위를 마치게 된다. 그녀의 박사 논문 제목은 "HIV/AIDS와 영국과 미국 감옥들의 건강 관리 개혁"이다. 그녀는 공개적으로 게이라는 걸 밝힌 첫 번째 로즈 장학생이다.

## 방송 활동

### 라디오 방송 경력
매도의 첫 번째 라디오 진행 경력은 WRNX(100.9 FM, 홀리요크, 매사추세츠)에서였다. 방송국은 새로운 진행자를 뽑는 콘테스트를 열었고, 친구들의 권유로 참가한 매도는 컨테스트에서 우승을 했다. 이를 계기로 그녀는 아침 쇼인 "The Dave in the Morning Show"의 공동진행자 자리를 얻게 된다. 그녀는 후에, 매사추세츠 노스햄턴의 WRSI에서 2년간 "Big Breakfast"를 진행했고, 2004년 3월 새로 설립된 에어 아메리카에 합류하기 위해 쇼를 떠난다. 2005년 5월 31일로 쇼가 취소될때까지, 척 디와 리즈 윈스테드와 함께 "Unfiltered"를 진행했다.
2주후 4월 14일, 자신의 2시간짜리 프로그램인 레이철 매도 쇼 방송이 시작된다. 레이철 매도 쇼는 2008년 3월부터 3시간으로 방송시간이 연장되었다.동부시간으로 6시부터 9시까지 뉴욕에서 생방송으로 방송되었던 이 프로는 매도가 TV 출연을 위해 자리를 비울때마다 데이빗 벤더가 대신 진행을 하게 된다. 2008년 9월 8일, 레이철 매도 쇼는 매도가 MSNBC의 저녁 쇼를 시작하게 되면서 2시간짜리 포맷으로 돌아오게 됐다. 2009년 레이철 매도가 Air America와 재계약을 한 후, 쇼는 2009년 2월 2일부터 한시간 포맷으로 아침 시간대인 오전 5시로 시간대를 옮겼다.

### 텔레비전 방송 경력
2005년 6월 매도는 MSNBC Tucker의 고정 패널리스트가 되었다. 2006년 11월 중간 선거 동안과 그 후, 그녀는 CNN의 폴라 잔 쇼에 수시 게스트로 나왔다. 2008년 1월 매도는 MSNBC의 정치 분석가 자리를 얻게 되었고, 키스 올버맨의 "카운트다운 위드 키스 올버먼"를 비롯 MSNBC 데이빗 그레고리의 "Race for White House"의 고정 패널리스트가 되었다.
2008년 4월, 매도는 그녀의 첫 번째 MSNBC 프로그램 진행으로 키스 올버맨의 카운트다운의 대리 진행을 맡았다.매도는 방송에서 스스로 "긴장된다"고 표현했다. 키스 올버맨은 그녀를 칭찬했고 그녀는 2008년 5월 16일 다시 카운트다운의 진행을 맡게 된다. 그 날 카운트다운은 25-54세 인구 그룹 시청률에서 최고의 시청률을 기록한 뉴스 프로그램이었다.
그녀의 성공을 두고,올버맨은 매도를 "세계 최고의 대타"라고 부르며, 그의 고정 코너인 월요일 "World's Best Persons"에서 매도를 3위에 올렸다.매도는 2008년 7월 올버맨의 휴가 동안 8일 반의 방송을 (7월 21일 후반부 쇼를 포함) 다시 대신 진행했다. 매도는 또 'Race for White House'의 진행자인 데이빗 그레고리의 자리를 대신하기도 했다.
2008년 8월 19일 MSNBC는 레이철 매도 쇼가 9월 8일부터 동부시간 9시에 방영되던 "Verdict with Dan Abrams"를 대신할 것이라고 발표했다. 쇼는 데뷔 이후 MSNBC의 최고 시청률 쇼로, 카운트다운을 수차례 뛰어넘었다. 한달 조금 넘는 방송 후,매도의 쇼는 MSNBC의 9시 시간대 시청자 수를 두배로 늘렸다.
매도의 시청률은 2008년 대통령 선거 동안 절정이었고, 그 이후 평균 시청자 수가 2009년 3월 현재 1900만명에서 1100만명으로 떨어졌다. 하지만, MSNBC는 네트워크가 방송을 시작한 지난 10년도 넘는 시간 동안 처음으로, 황금시간대와 25-54세 인구 시청자 수에서 CNN을 앞서고 있다. 이는 그녀가 맡은 월~금 9시에 키 데모와 가끔은 전체 시청률에서 래리 킹을 꾸준하게 이겨온 매도 덕분이다.

## 정치적 관점
더 네이션(The Nation)의 사설은 매도를 "a liberal in the purest, almost mineral sense of the word." 라고 묘사한다. AP 칼럼니스트 데이빗 벤더는 그녀를 "키스 올버맨의 정치적 소울메이트"라고 칭하며, 올버맨/매도 쇼들을 "진보적 2시간"이라 언급했다. 하지만 매도는 스스로를 좀 더 미묘하다고 묘사하며, 어느 인터뷰에서 그녀는 "국가 안보 진보주의자" 라고 말하고,다른 인터뷰에서 스스로를 "당파적이지 않다"며 정형화됐다는 말에 반대했다. 뉴욕 타임즈는 전쟁 전후의 미국 정치에서 군대의 역할에 관한 책을 쓰는 그녀를 "국방 정책 매니아" 라고 표현했다.
2008년 대통령 선거에서 매도는 공식적으로 어떤 후보도 지지하지 않았다. 버락 오바마의 입후보에 관해 매도는, "나는 직업적으로든 실제로든, 스스로를 오바마 지지자로 생각해 본 적도 생각한 적도 없다" 라고 말했다.

## 사생활
매도는 캘리포니아주 샌프란시스코의 카스트로 밸리 출신으로 East Bay Municipal Utility District의 변호사이자 전직 에어 포스 캡틴인 밥 매도와 캐나다 뉴파운드랜드 출신이자 학교 교직원으로 일하는 일레인 매도 사이에서 태어났다. 형제로는 오빠 데이빗이 있다. 게이 메카로 유명한 카스트로 밸리지만 그녀의 어머니는 당시 주변 환경이 "아주 보수적이었다"라고 말했다. 학창시절 매도는 학업과 운동에 있어 늘 두각을 나타내는 뛰어난 학생이었다. 그녀는 고등학교 시절의 자신에 대해, 존 휴즈 영화 속 캐릭터들을 언급하며 스스로를 "운동을 아주 좋아했지만 그다지 사교적인 학생"이 아니었다고 표현했다.
학창시절 매도는 배구, 수영 등 한때는 올림픽 출전을 꿈꿀 정도로 다방면의 스포츠에 두각을 나타내었다. 하지만 잦은 부상으로 그 꿈이 좌절되고 본격적으로 대학입학을 준비하게 된다.
현재 매도는 주중에는 맨해튼의 아파트와 주말에는 매사추세츠 서부 시골집을 오가며 회계사이자 예술가인 파트너 수잔 미쿨라와 함께 살고 있다. 두 사람은 매도가 1999년 박사 논문을 준비중일 때 친구의 소개로 매도가 미쿨라의 정원에서 일하게 되면서 만나게 됐다. 미쿨라는 본업인 회계사 외에도 사진 작가로 활동하고 있으며 전시회에 매도의 자주 볼 수 있다. 둘은 검은색 래브라도 Poppy를 함께 키우고 있다.
특이할 점은 얼마전까지 매도와 미쿨라의 집에는 티비가 없었다는 점이다. 하지만 미쿨라가 그녀의 쇼를 볼 수 있게 구입할 것이라고 했었는데 2009년 3월 24일 지미 팰런 쇼에서,맨해튼 아파트에 TV를 들여 놓았다며 웃으며 말했다.
동성결혼이 가능한 매사추세츠 산다는 옵션에도 불구 매도와 미쿨라는 결혼할 계획이 없다고 한다.